# Затуловський Марк Леонтійович
Затуловський Марк Леонтійович (1907—1969) — радянський скрипаль, музичний педагог.
Закінчив музичну школу в Одесі у П. С. Столярського, потім Московську консерваторію. Учень Л. М. Цейтліна. У 1920-ті роки працював в оркестрі оперної студії Театру імені К. С. Станіславського.
У роки Великої Вітчизняної війни разом з евакуйованим професорсько-викладацьким складом Московської консерваторії викладав в Саратовській консерваторії.
Професор Уральської державної консерваторії, потім кафедри камерного ансамблю та струнного квартету Музичного училища імені Гнесіних. Серед учнів М. Л. Затуловського — Вольф Усмінський, Вольф Горелик.
Похований в Москві на Востряковському кладовищі.